# Otto Moltke til Espe
 Der er flere personer med dette navn, se Otto Moltke.
Otto Joachim Vilhelm greve Moltke (9. september 1828 på Grønholt – 17. februar 1868 på Espe) var en dansk godsejer,
Han var søn af Adam Gottlob greve Moltke og Rosalie født Hennings og arvede 1863 Espe og Bonderup. Han var dansk hofjægermester og ritmester i de østrigske landstyrker.
H.C. Andersen opholdt sig på Espe fem gange i årene 1848, 1856, 1865 og 1871. I den forbindelse havde han en korrespondance med grev Moltke.
10. maj 1864 ægtede han i Herrested Kirke Georgine Charlotte Sophie Sehestedt Juul (13. februar 1845 på Ravnholt – 25. december 1899), datter af Christian Sehestedt Juul og og Agnes født rigsgrevinde Platen-Hallermund. Hun ægtede 2. gang lensgreve Carl Frederik Rantzau. Børn:
1. Rosalie komtesse Moltke (6. juni 1866 på Espe – 9. oktober 1924 i Preetz)
2. Adam Gottlob greve Moltke (1868-1958)

Han er begravet på Boeslunde Kirkegård.